# Österreichische Benediktinerkongregation
Die Österreichische Benediktinerkongregation unter dem Titel der ohne Erbsünde empfangenen Jungfrau Maria (lateinisch Congregatio Austriaca Beatae Mariae Virginis Immaculatae, Ordinis Sancti Benedicti) ist eine monastische Kongregation, d. h. ein Verband selbstständiger Benediktinerklöster. Unter Wahrung der Selbstständigkeit der einzelnen Klöster will die Kongregation die Grundsätze der Solidarität und Subsidiarität in geistlicher, personeller, finanzieller und organisatorischer Hinsicht verwirklichen. 2025 gehörten den Klöstern der Österreichischen Benediktinerkongregation rund 250 Mönche an.

## Mitglieder
in Klammern das Jahr der Gründung bzw. der Umwandlung in ein Benediktinerkloster
1. Erzabtei St. Peter, Salzburg (696)
2. Abtei Kremsmünster (777)
3. Abtei Michaelbeuern (785)
4. Abtei Lambach (1056)
5. Abtei Admont (1074)
6. Abtei St. Lambrecht (vor 1076) mit dem Superiorat in Mariazell (1157)[2]
7. Abtei Melk (1089)
8. Abtei St. Paul (1091)
9. Abtei Göttweig (1094)
10. Abtei Seitenstetten (1112)
11. Abtei Altenburg (1144)
12. Schottenabtei, Wien (1155)
13. Priorat Gut Aich (2004)
14. Priorat St. Josef in Maria Roggendorf (2005)

Die Kongregation ist auch Trägerin des Kollegs St. Benedikt in Salzburg, dem Studienhaus der österreichischen Benediktiner.

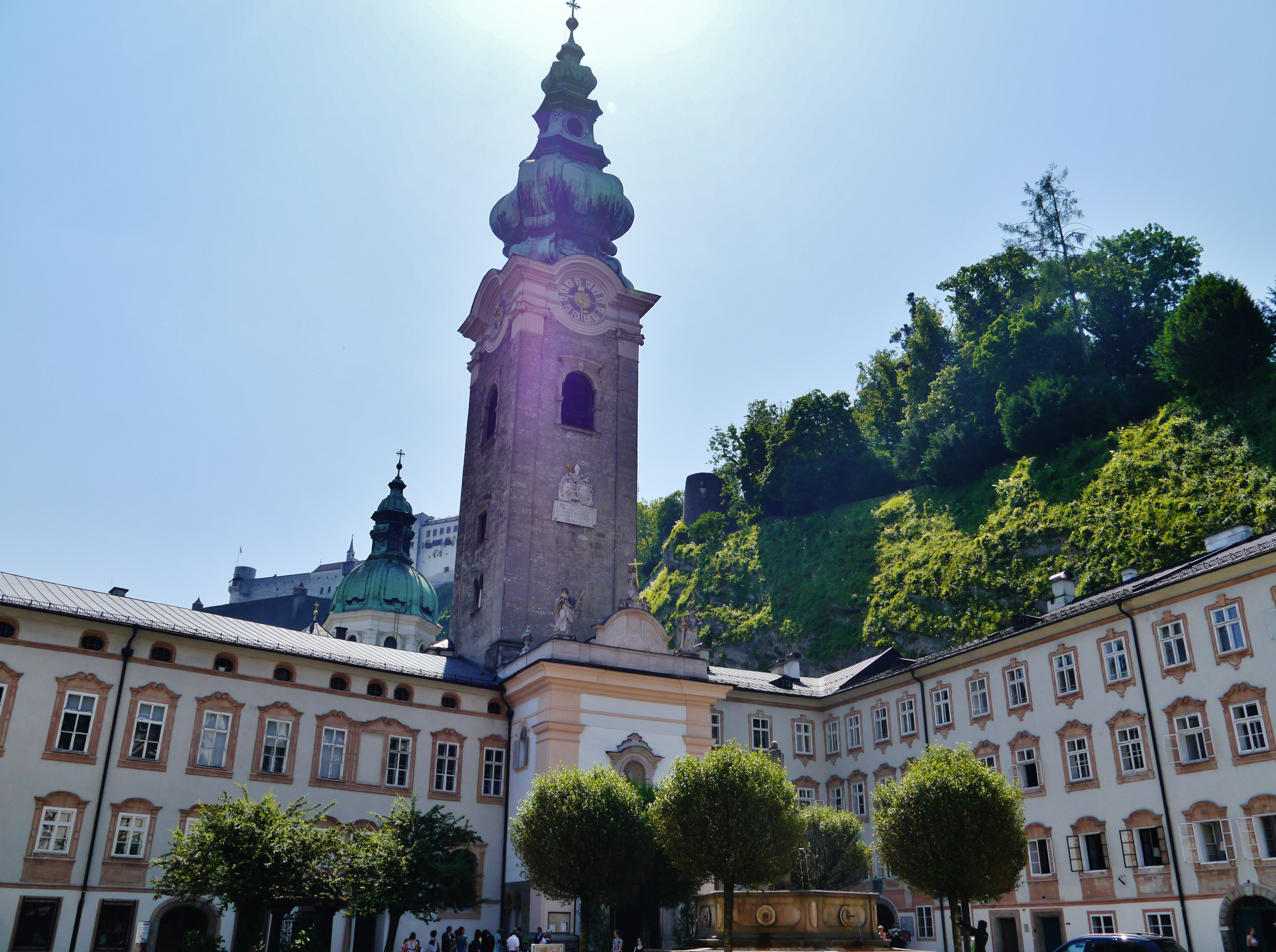
Erzabtei St. Peter
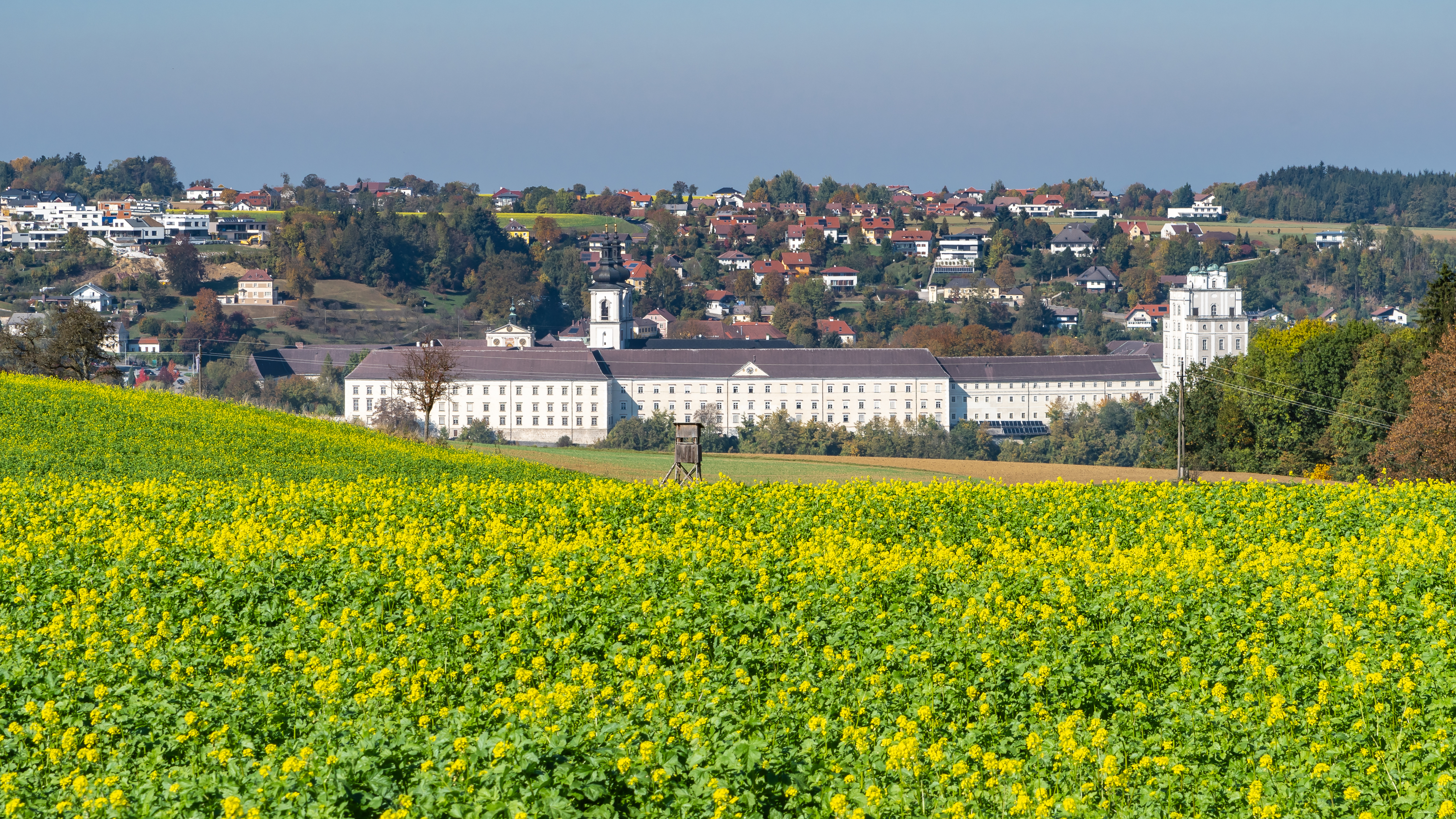
Stift Kremsmünster
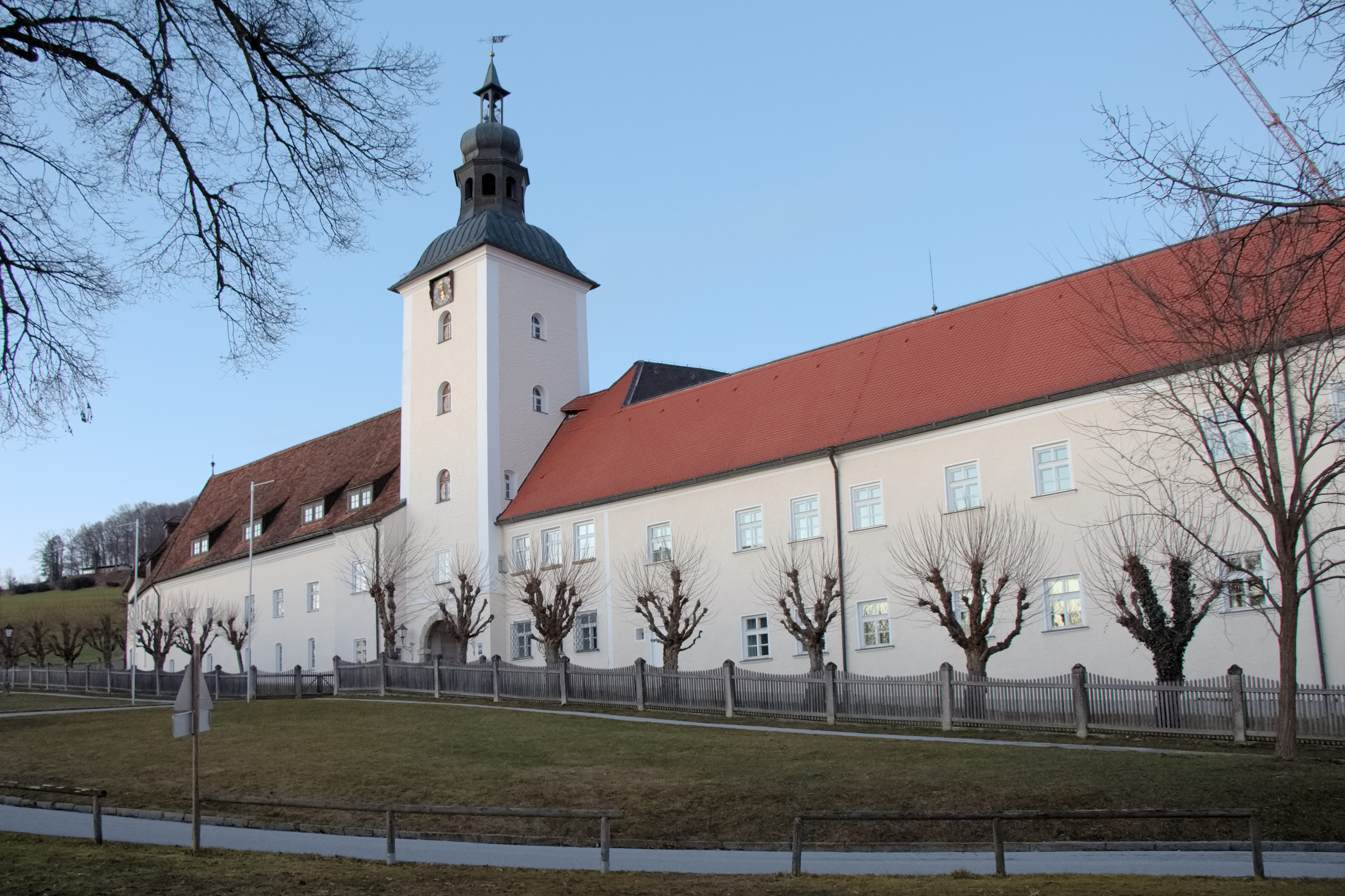
Abtei Michaelbeuern
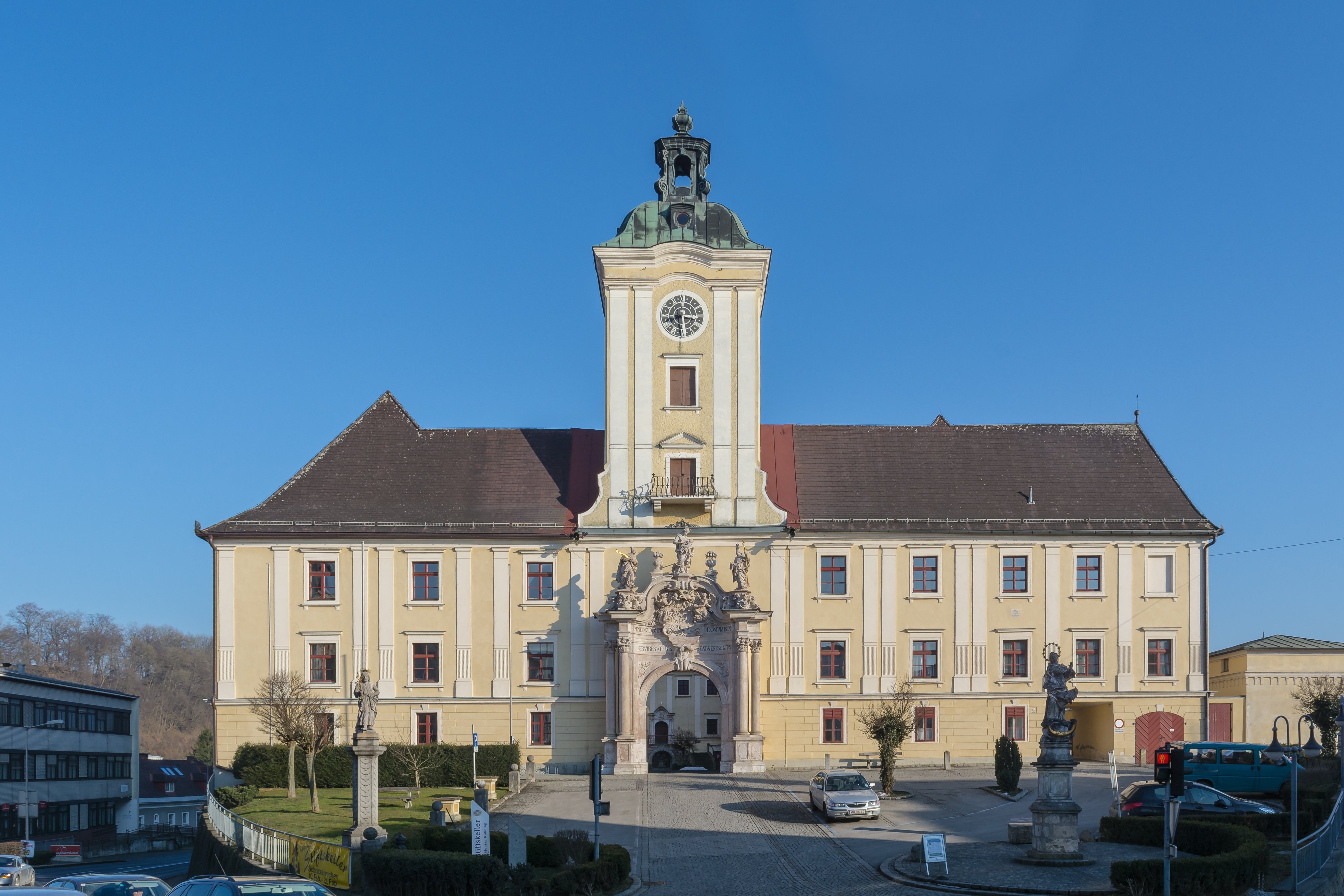
Abtei Lambach
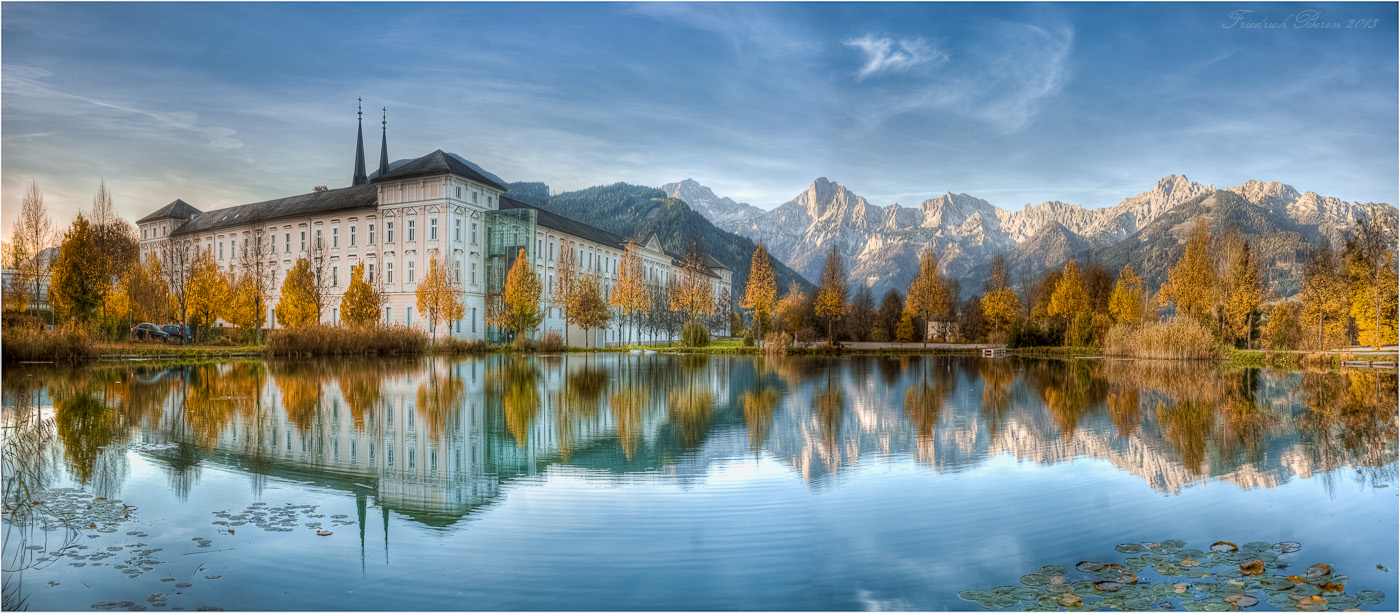
Abtei Admont
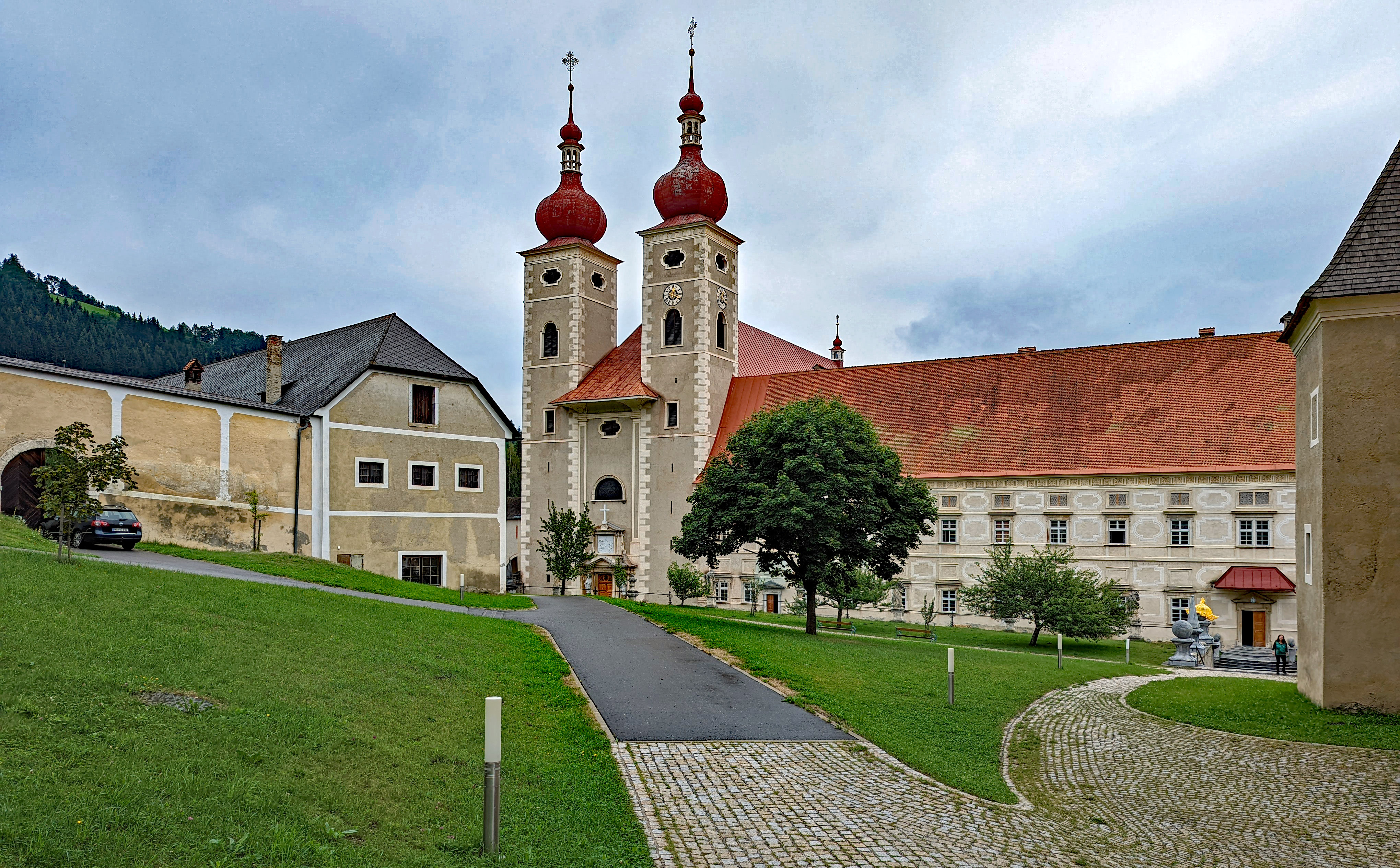
Abtei St. Lambrecht
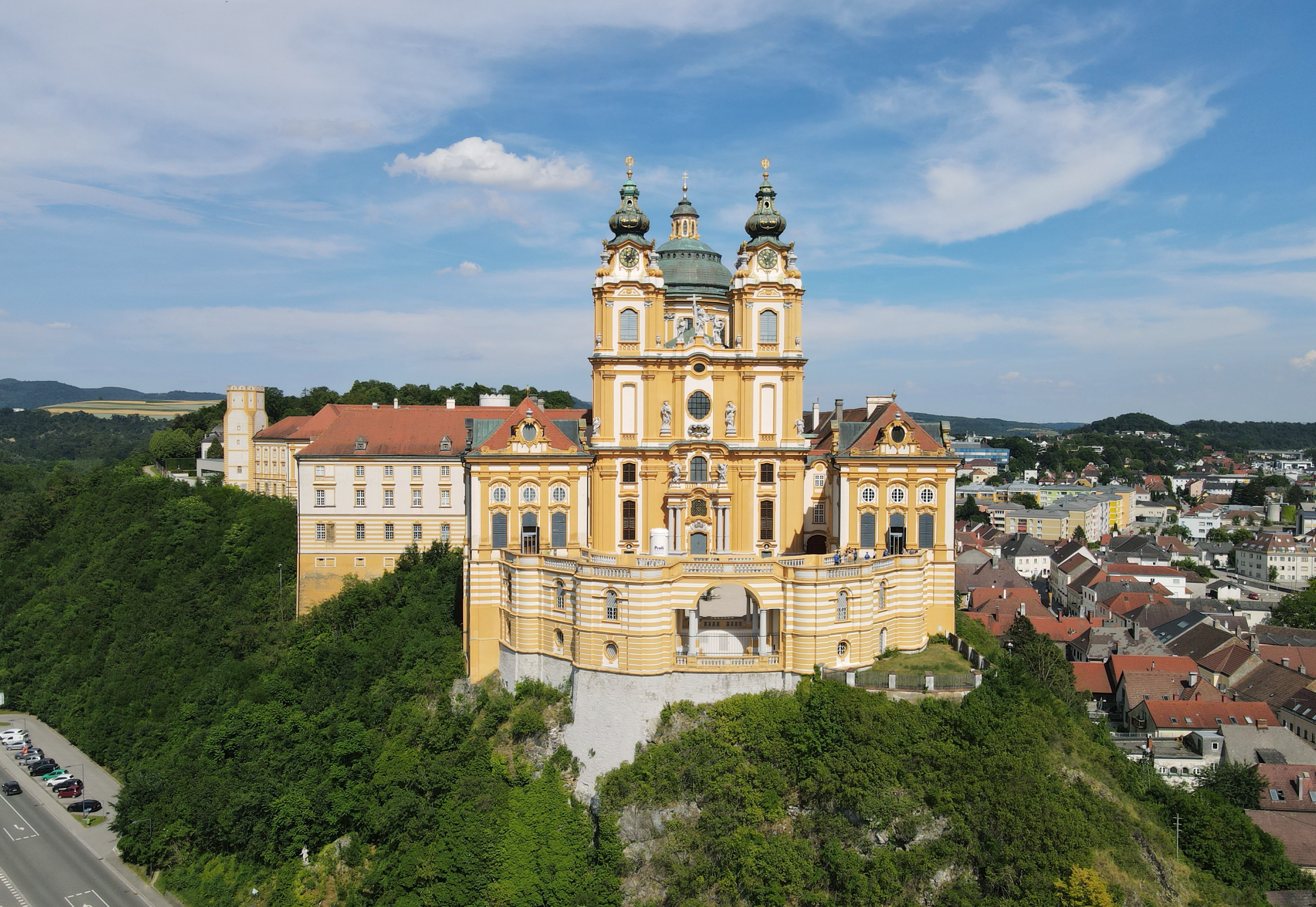
Abtei Melk
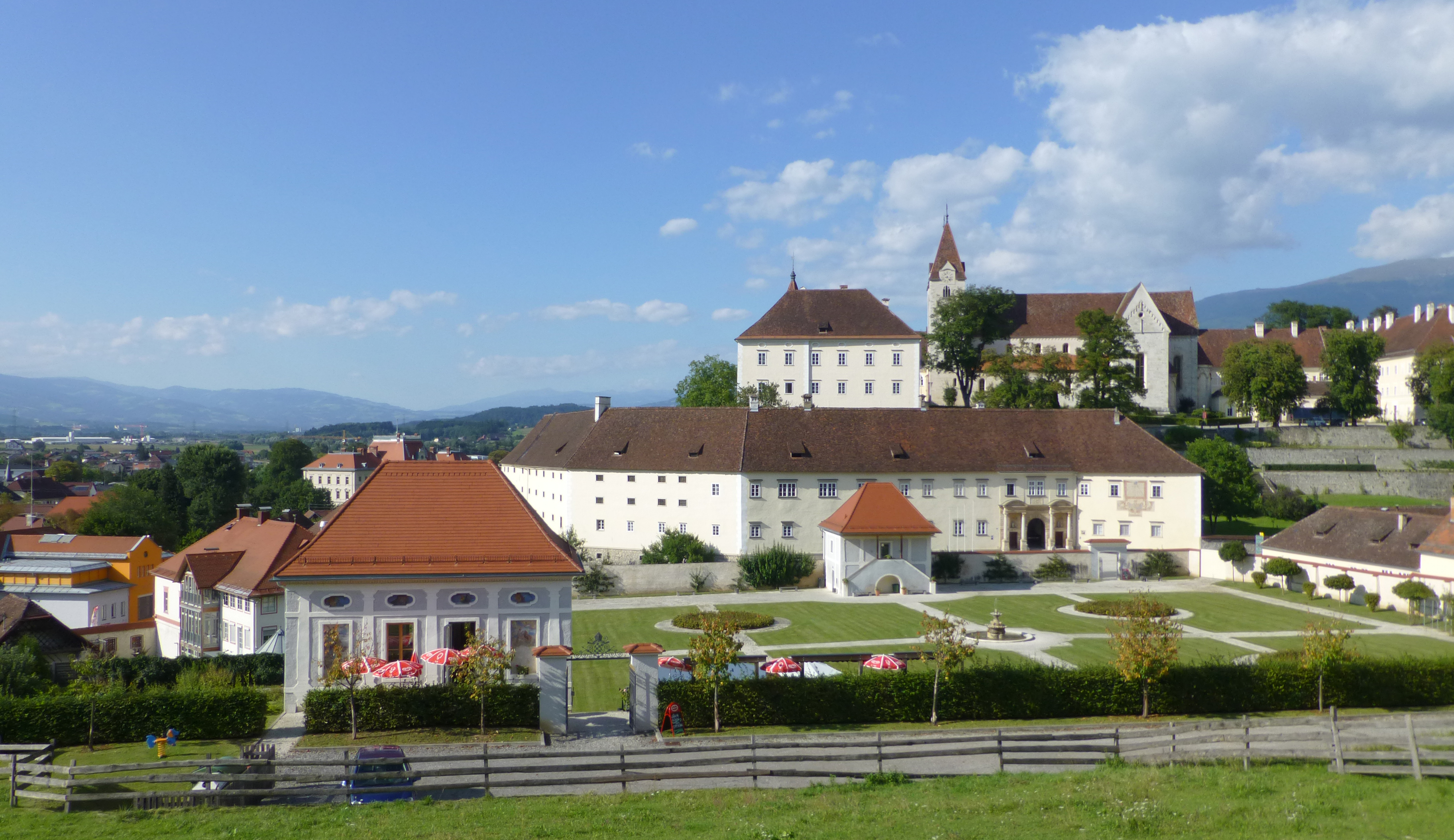
Abtei St. Paul
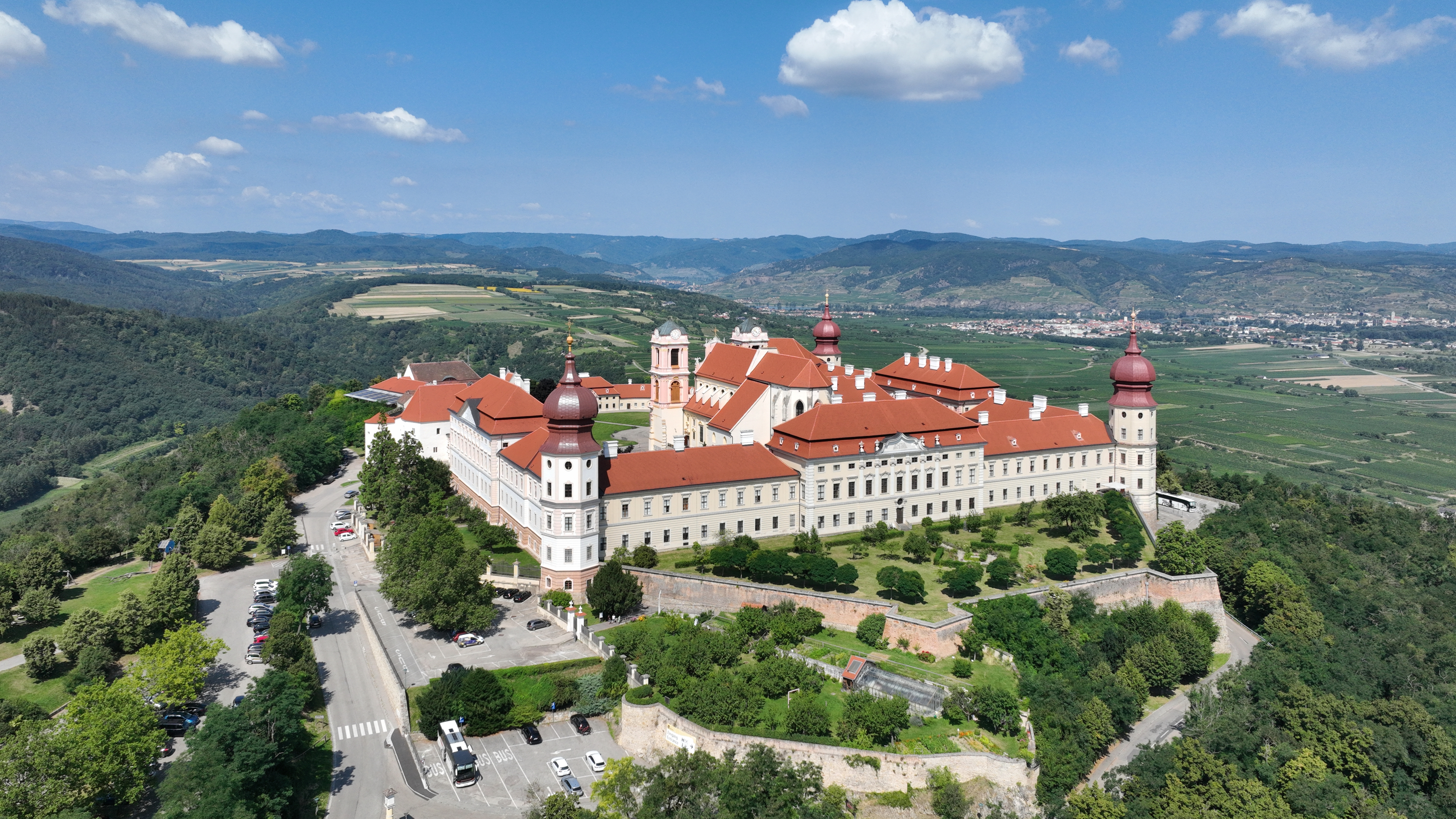
Abtei Göttweig
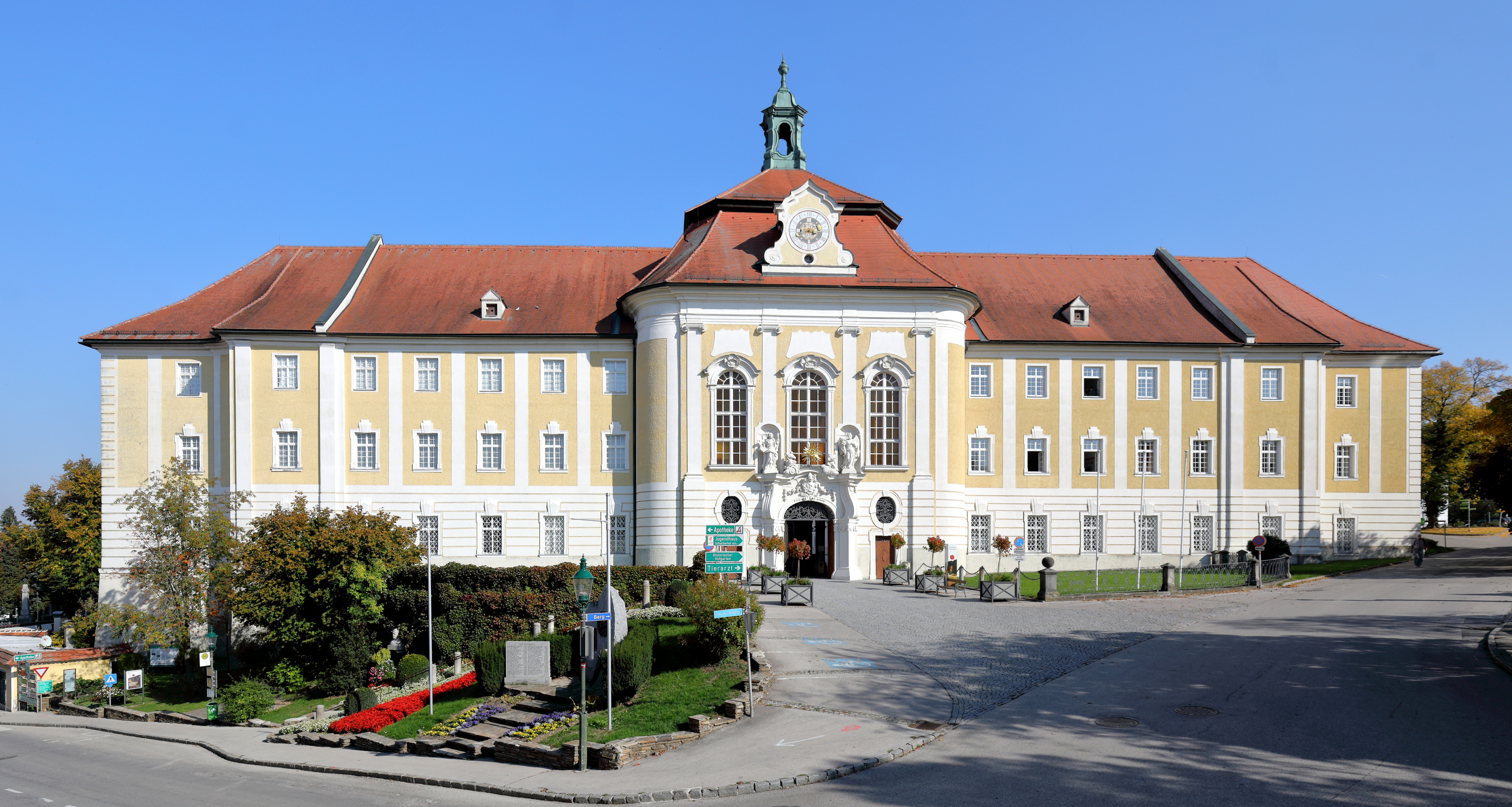
Abtei Seitenstetten
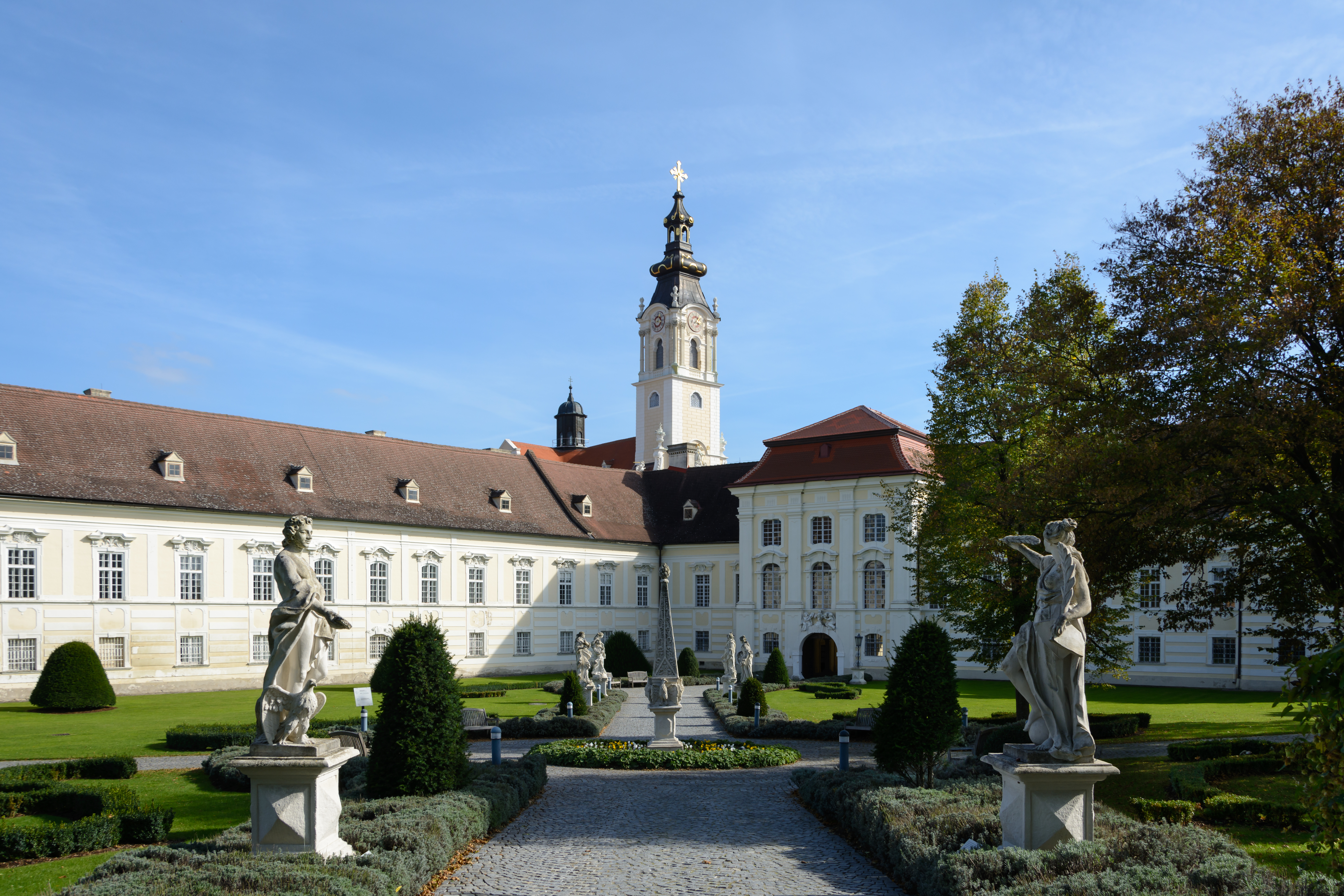
Abtei Altenburg
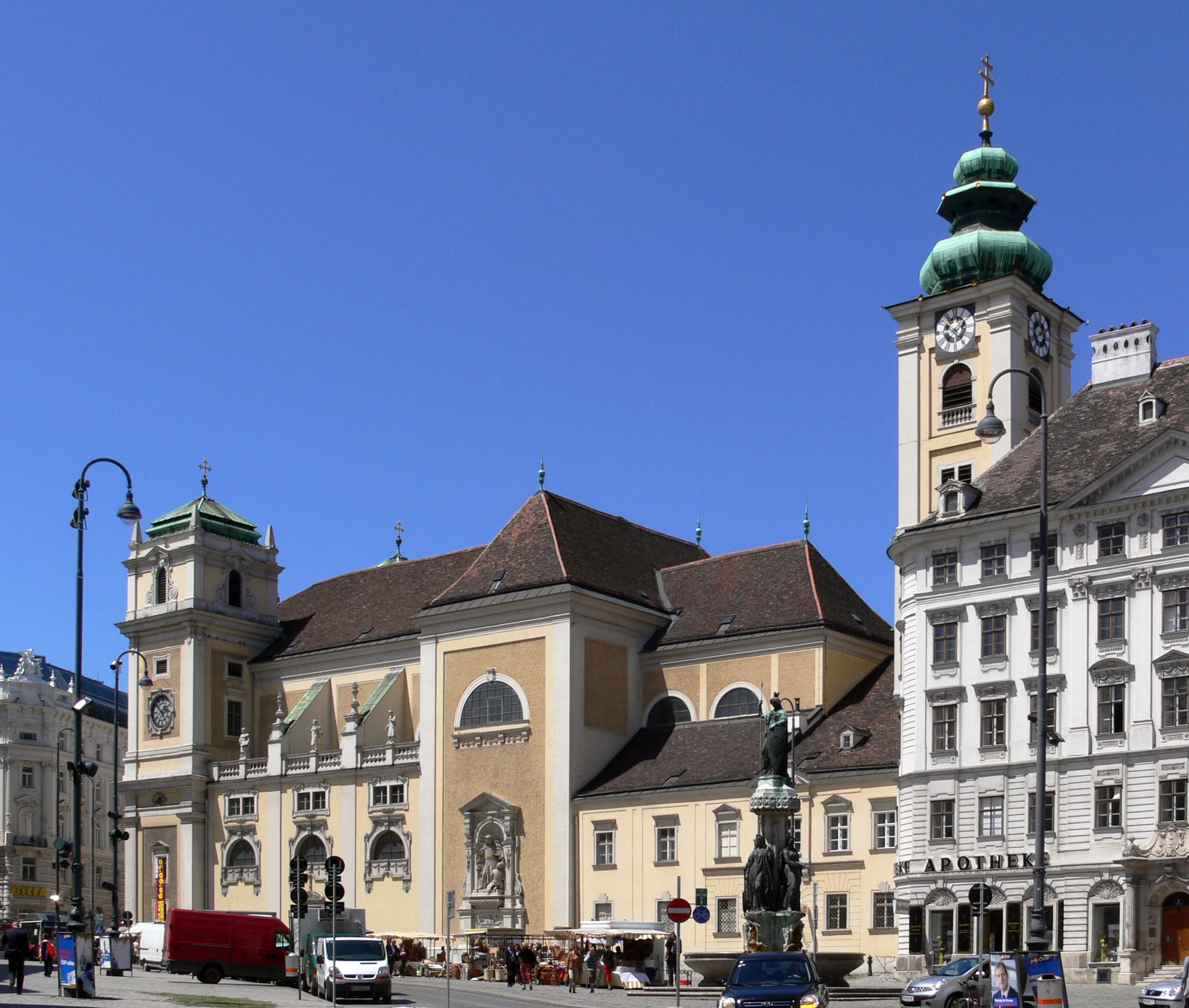
Schottenabtei
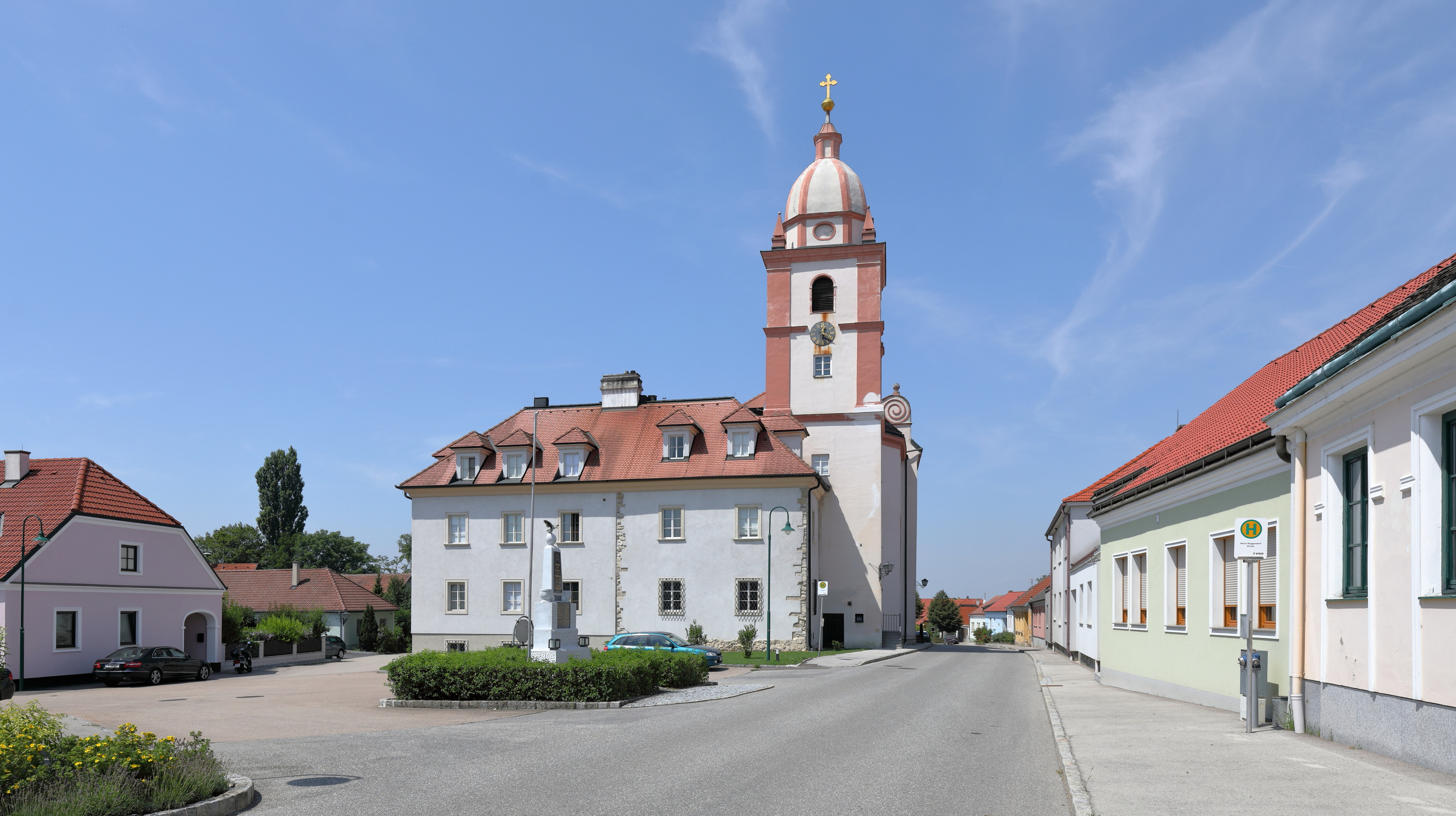
Priorat St. Josef
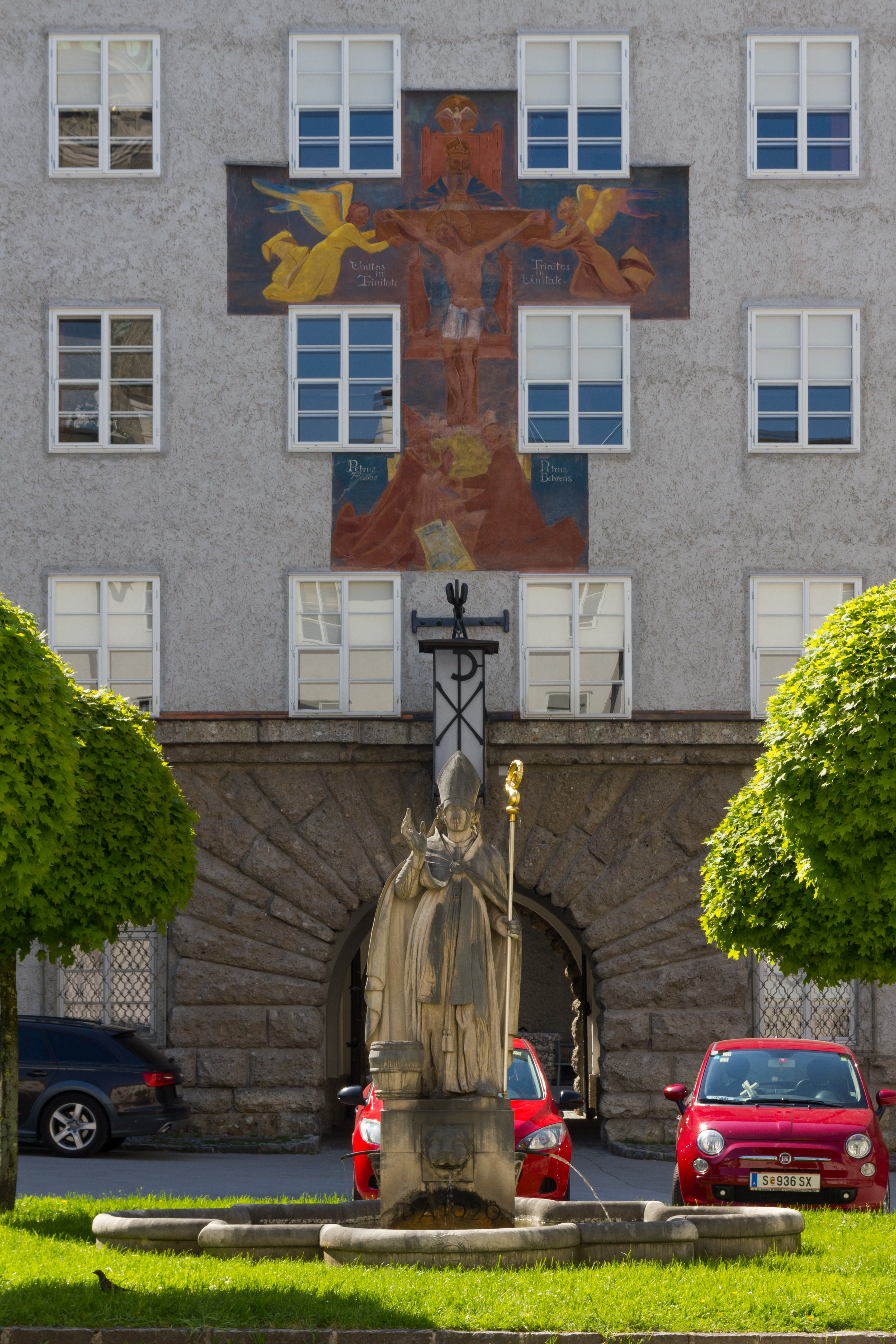
Kolleg St. Benedikt (Studienhaus)

## Geschichte
Die Österreichische Benediktinerkongregation wurde 1617 gegründet und erhielt am 3. August 1625 durch das Apostolische Schreiben „In supremo apostolatus solio“ von Papst Urban VIII. die päpstliche Bestätigung, die 1630 erneuert wurde. Diese „Congregatio Austriaca“ umfasste alle in Österreich ober und unter der Enns gelegenen Abteien, nämlich Melk, Kremsmünster, Göttweig, Lambach, Schottenabtei, Garsten, Altenburg, Mondsee, Seitenstetten, Gleink und Klein-Mariazell. Für die Abteien St. Peter, Admont, Ossiach, St. Paul in Kärnten, Michaelbeuern, St. Veit an der Rott, Seeon und Marienberg wurde 1641 die Salzburger Kongregation gegründet.
Unter Papst Leo XIII. wurden am 23. August 1889 diese zwei Kongregationen als „Marien-“ und als „Josephs-Kongregation“ erneuert. Papst Pius XI. fasste am 8. Dezember 1930 durch das Breve „Anno Domini 1888“ den größten Teil österreichischen Benediktinerabteien in einer einzigen Kongregation zusammen.
Die Abtei Marienberg im Vinschgau ist, nachdem Südtirol Teil Italiens geworden war, der Schweizer Benediktinerkongregation beigetreten.

### Reforminitiativen im 20. Jahrhundert
In der Folge der unfreiwillig auferlegten Aufklärungsmaßnahmen Josephs II. hatten sich die österreichischen Prälatenklöster allgemein vom monastischen Ideal entfernt. Die Religiosenkongregation lancierte daher im Auftrag von Papst Pius XI. in den 1920er-Jahren Visitationen und Evaluierung. Ziel einer von Laurentius Zeller (Abt von St. Matthias in Trier, später Titularbischof und Apostolischen Administrator von Rio Branco) und Simon Landersdorfer (Abt von Scheyern, später Bischof von Passau) durchgeführten Visitation war es, das Gleichgewicht von monastischem Chorgebet, Lesung und Arbeit innerhalb des Klosters sowie das Institut der Laienbrüder zu stärken. In den meisten Klöstern bestand damals ein reduziertes gemeinsames Chorgebet.
Die Untersuchungen durch die Visitatoren und die Forderung, die römischen Vorgaben zur Erneuerung anzunehmen, stieß in Österreichs Stiften auf teilweise aktive Förderung – so etwa in Seitenstetten, St. Peter, Michaelbeuern und Lambach –, auf passiven Widerstand (wie etwa in Kremsmünster) aber auch auf starken Widerstand. Im Zuge der Visitationen legten neun Äbte ihr Amt nieder.
Viele der neuen Oberen (etwa Abt Theodor Springer, oder Erzabt Jakobus Reimer) waren Vertreter der römischen Vorgaben und unternahmen den Versuch der Wiederherstellung eines monastischen Lebens. Die österreichischen Abteien gehören zu den ältesten, im Großen und Ganzen ununterbrochen bestehenden Klöstern der weltweiten Benediktinerkonföderation. Sie haben darin durch die geschichtlich zugefallene Verbindung von klösterlichem Leben und mitunter weitläufiger Pfarrseelsorge ein gewisses Alleinstellungsmerkmal. Daran hat auch die Reform der 1920er Jahre nichts geändert. In den vergangenen Jahrzehnten nimmt allerdings auch in österreichischen Benediktinerabteien die Anzahl der Mönche ohne Priesterweihe (i.e. ohne seelsorgliches Engagement außerhalb des Klosters) zu. Gleichzeitig stehen die Konvente vielfach vor der Herausforderung, aufgrund der personellen Entwicklung neue Wege für die pastorale Betreuung der ihnen anvertrauten Pfarren zu finden.
Der Versuch des oberösterreichischen Laien Raimund Straif (Bruder Jakobus), ein ursprüngliches benediktinisches Mönchsleben im Kloster Erlach (Mühlviertel) wiederherzustellen, gelangte nicht bis zur kanonischen Anerkennung. Der Abt des Stiftes Heiligenkreuz, Karl Braunstorfer, war in seiner Förderung der kleinen benediktinischen Gemeinschaft eine Ausnahme unter Österreichs Prälaten. Straif erklärte im Jahr 1980 das Projekt in Österreich nach 25 Jahren für gescheitert und wanderte nach Arizona in den USA aus, wo er das Kloster „New Erlach“ gründete.

### Andere Abteien und Benediktinerklöster in Österreich und ihre Zugehörigkeiten
Die Abtei Seckau in der Steiermark gehört zur Beuroner Kongregation und die Abtei St. Georgenberg in Tirol seit 1967 zur Kongregation von St. Ottilien. Die Propstei St. Gerold in Vorarlberg gehört zur Abtei Einsiedeln und damit zur Schweizer Benediktinerkongregation. Die Territorialabtei St. Martin in Pannonhalma (ungarische Benediktinerkongregation) unterhält eine Außenstelle (Superiorat) in Deutsch-Jahrndorf/Burgenland. In den 1960er Jahren versuchte der Grazer Bischof Josef Schoiswohl erfolglos, das Priorat Mariazell der Kongregation von St. Ottilien einzugliedern. Die zwischenzeitlich von der Schottenabtei und von Kremsmünster aus betreute Niederlassung der Abtei St. Lambrecht wird heute wieder von der Gründungsabtei betreut.
Das älteste katholische Frauenkloster, die Benediktinerinnenabtei Nonnberg in Salzburg, gehört zu keiner Kongregation, bildet aber eine Konföderation mit bayrischen Benediktinerinnenklöstern.
Weitere benediktinische Frauengemeinschaften in Österreich sind die Benediktinerinnen der Anbetung in Wien, die Benediktinerinnen vom Unbefleckten Herzen Mariens in Steinerkirchen und die Benediktinerinnen von der heiligen Lioba, denen sich die verbliebene Nonnen der früheren Abtei St. Gabriel im Jahr 2008 angeschlossen haben.

## Struktur
Oberstes Gremium der Österreichischen Benediktinerkongregation ist das Generalkapitel, das in der Regel alle drei Jahre zusammentritt; in ihm sind die Klöster jeweils durch den Abt und einen gewählten Delegierten vertreten. Zu den Aufgaben des Generalkapitels gehört, die Richtlinien des klösterlichen Lebens den Zeichen der Zeit anzupassen, die Konstitutionen zu erstellen und die Kongregationsleitung zu wählen. Der Leiter (supremus moderator) der Österreichischen Benediktinerkongregation ist der Abtpräses, zurzeit (seit 2017) Abt Johannes Perkmann von Michaelbeuern.
Zu den Aufgaben des Abtpräses gehören u. a. die Leitung von Generalkapitel und Äbtekonferenz, der Vorsitz bei Abtwahlen, die Durchführung der Visitationen und die Leitung des Kollegs St. Benedikt in Salzburg (Studienhaus). Er wird dabei von seinem durch das Generalkapitel gewählten Rat unterstützt, der aus zwei Äbten und zwei Mönchsdelegierten besteht. Das Zusammenwirken der Klöster in der Kongregation drückt sich in der Äbtekonferenz aus, durch den Wirtschaftsrat der Kongregation, die Monastische Kommission, die Magisterkonferenz, Arbeitskreise, durch die gemeinsame Publikation des Direktorium für den Gottesdienst und durch das Informationsblatt „Füreinander“.

## Abtpräsides der Österreichischen Benediktinerkongregation
Kongregation v. hl. Joseph (1889–1930) („Josephskongregation“)
- Romuald Horner, 1889–1901 (St. Peter)
- Willibald Hauthaler, 1901–1922 (St. Peter)
- Leo Maria Treuinfels, 1922–1925 als Vize-Präses (Marienberg)
- Petrus Klotz, 1925–1930 (St. Peter)

Kongregation v. d. Unbefleckten Empfängnis (1889–1930) („Immakulatakongregation“)
- Adalbert Dungel, 1889–1921 (Göttweig)
- Amand Oppitz, 1921–1930 (Schottenstift)

Kongregation v. d. Unbefleckten Empfängnis (seit 1930) (Zusammenschluss der beiden Vorigen)
- Theodor Springer, 1931–1958 (Seitenstetten)
- Maurus Riha, 1958–1966 (Michaelbeuern)
- Koloman Holzinger, 1966–1978 (Admont)
- Maximilian Aichern, 1978–1982 (St. Lambrecht)
- Clemens Lashofer, 1982–2009 (Göttweig)
- Christian Haidinger, 2009–2017 (Altenburg)
- Johannes Perkmann, seit 2017 (Michaelbeuern)